# Saint-Malo-de-Phily
Saint-Malo-de-Phily település Franciaországban, Ille-et-Vilaine megyében. Lakosainak száma 1074 fő (2022. január 1.). Saint-Malo-de-Phily Guignen, Mernel, Pléchâtel, Saint-Senoux és Guipry-Messac községekkel határos.

## Népesség
A település népessége az elmúlt években az alábbi módon változott:
| Lakosok száma | 659  | 637  | 671  | 786  | 1056 | 1091 | 1084 | 1076 | 1072 | 1074 |
|               | 1968 | 1982 | 1990 | 2006 | 2013 | 2015 | 2017 | 2019 | 2020 | 2022 |